# Templo de Hanuman, Connaught Place
O Templo Hanuman em Connaught Place, Nova Delhi, Índia, é um antigo templo hindu e é considerado um dos cinco templos da época do Mahabharata em Delhi. Os outros quatro templos são o Kalkaji Mandir, um templo Kali no sul de Delhi, o Templo Yogmaya perto de Qutub Minar, o templo Bhairav perto de Purana Qila e o Nili Chatri Mahadev (templo Shiva ) em Nigambodh Ghat, fora dos muros da Antida Delhi.   
O templo, que tem um ídolo de Hanuman, tem uma estrutura incomum na torre (Shikhara): uma lua crescente em vez do símbolo hindu de Aum, Sol, que é comumente visto na maioria dos templos hindus. Isto tornou-se particularmente importante durante o período Mughal, corroborando esta representação extraordinária. 
O ídolo no templo, adorado devocionalmente como "Sri Hanuman Ji Maharaj" (Grande Senhor Hanuman), é o de Bala Hanuman, Hanuman criança. 

## História

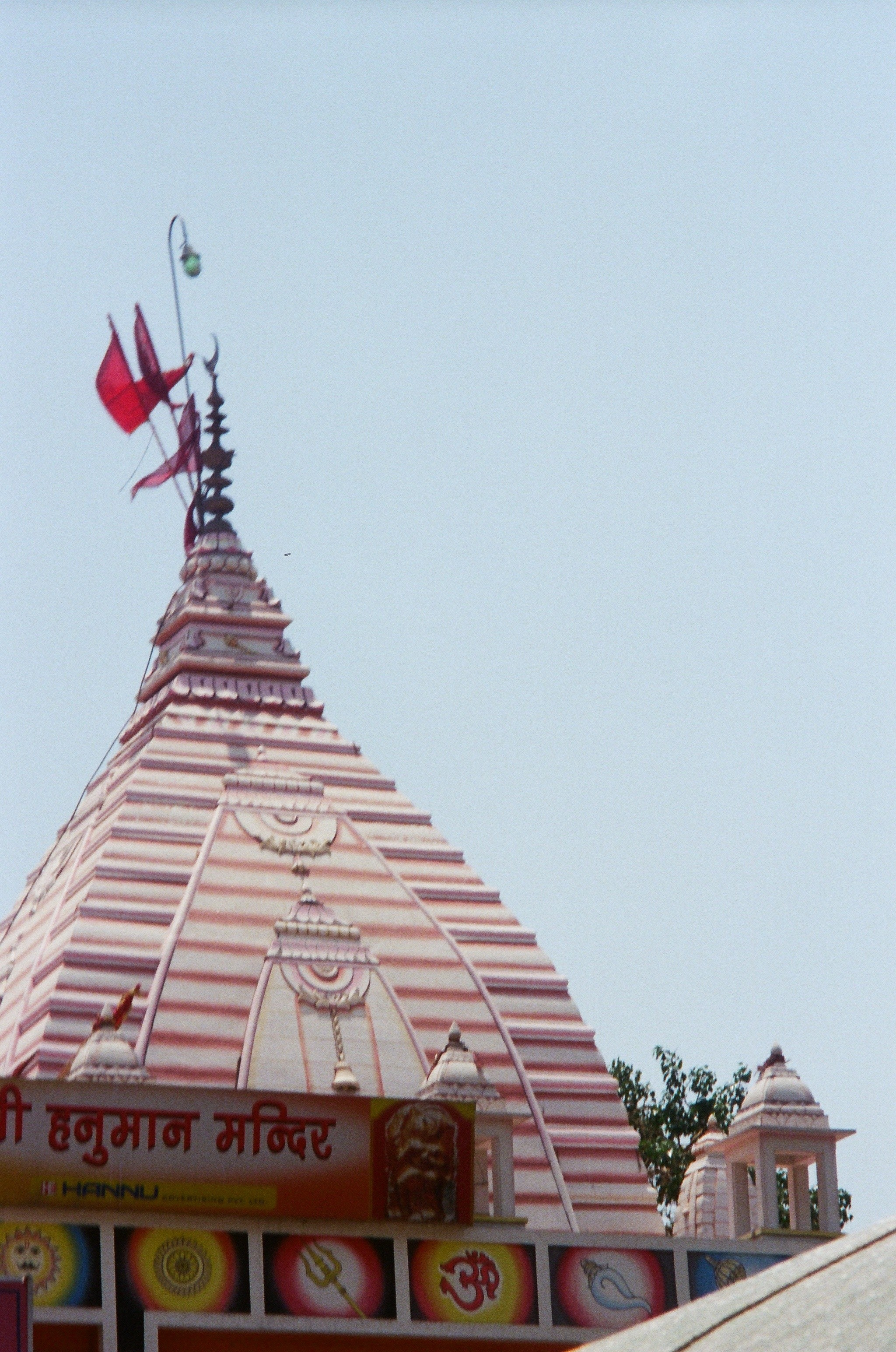
A Lua Crescente no topo da torre do templo

Historicamente, Delhi nas margens do rio Yamuna, foi considerada a cidade Indraprastha erigida pelos Pandavas do período épico Mahabharata. Os Pandavas governaram de Indraprastha e outra famíliia, os Kauravas, governavam de Hastinapur, com uma divisão intermediada pelo império Kuru. Em um jogo de dados, os Pandavas perderam seu Reino, foram exilados por um período de 12 anos e no 13º ano devem permanecer escondidos. A lenda mitológica afirma que durante o exílio dos Pandavas (imposto por seu primo Duryodhana da dinastia Kaurava), a fim de subjugar a arrogância de Bhima (segundo dos cinco irmãos Pandava),. Bhima, enquanto procurava uma flor perfumada procurada por Draupadi na floresta, encontrou Hanuman, seu irmão vestido de macaco velho, deitado com o rabo bloqueando seu caminho e, sem saber da identidade de Hanuman, desdenhosamente pediu-lhe que removesse o rabo. 
Então Hanuman disse a Bhima para levantar o rabo, pois, sendo velho, ele não conseguia fazer isso sozinho. Bhima tentou várias vezes, mas não conseguiu levantá-lo. Bhima então percebeu que o macaco não era outro senão seu próprio irmão, pediu desculpas por seu comportamento arrogante e solicitou a Hanuman que lhe mostrasse sua verdadeira forma. Diz-se então que Hanuman se ampliou e mostrou a Bhima o tamanho em que ele havia cruzado o mar para ir a Lanka, em busca de Maa Sita Ji durante o período épico do Ramayana. Depois que os Pandavas venceram a guerra de Kurukshetra contra os Kauravas e se – em Indraprastha, afirma-se que o clã Pandava construiu cinco templos de Hanuman e outras divindades.  
Alegadamente, foi construído originalmente pelo Maharaja Man Singh I de Amber (1540-1614) durante o reinado do Imperador Akbar (1542-1605). Foi reconstruído pelo Maharaja Jai Singh (1688-1743) em 1724, na mesma época que o Jantar Mantar . Depois disso, o templo passou por muitas melhorias, tornando-o um centro religioso notável no centro de Delhi .    

## Características do templo

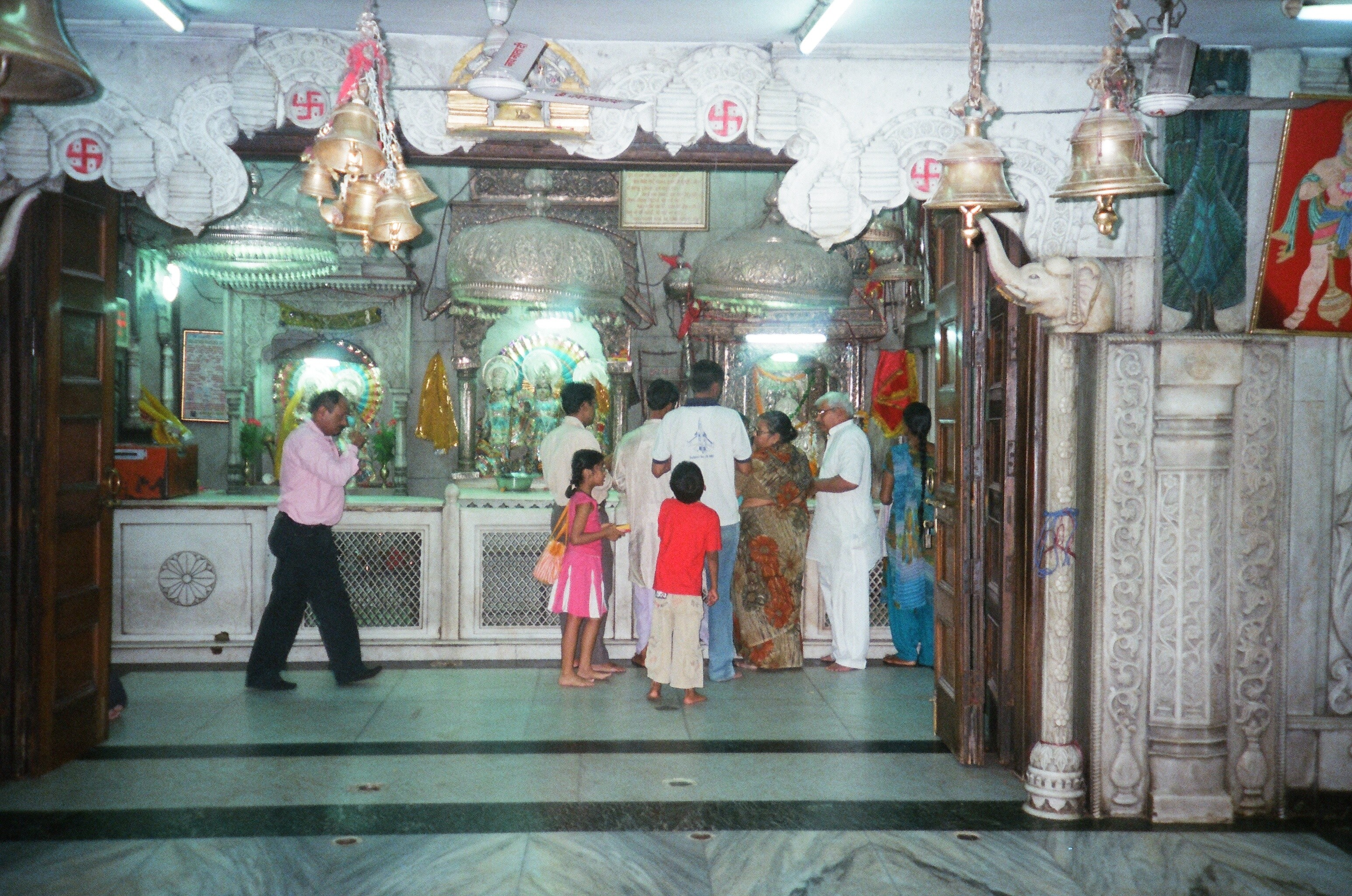
Parede do santuário com Hanuman e outras divindades voltadas para o sul

A entrada no templo é feita pela Baba Kharak Singh Marg (estrada). A entrada é feita através de um conjunto de degraus de mármore que levam ao saguão com portas folheadas a prata, que estão gravadas com o Ramayana . O foyer é ventilado com janelas de clerestório adornadas com pinturas de Hanuman. O Sanctum Sanctorum, que abriga o ídolo de Hanuman, fica na parede norte, no lado direito do foyer de entrada, com o ídolo voltado para o sul em uma pequena escultura em baixo-relevo.. Imagens de Radha e Krishna, um triunvirato central de Rama, Lakshmana e Sita também estão instaladas à direita do ídolo Hanuman na mesma parede. 

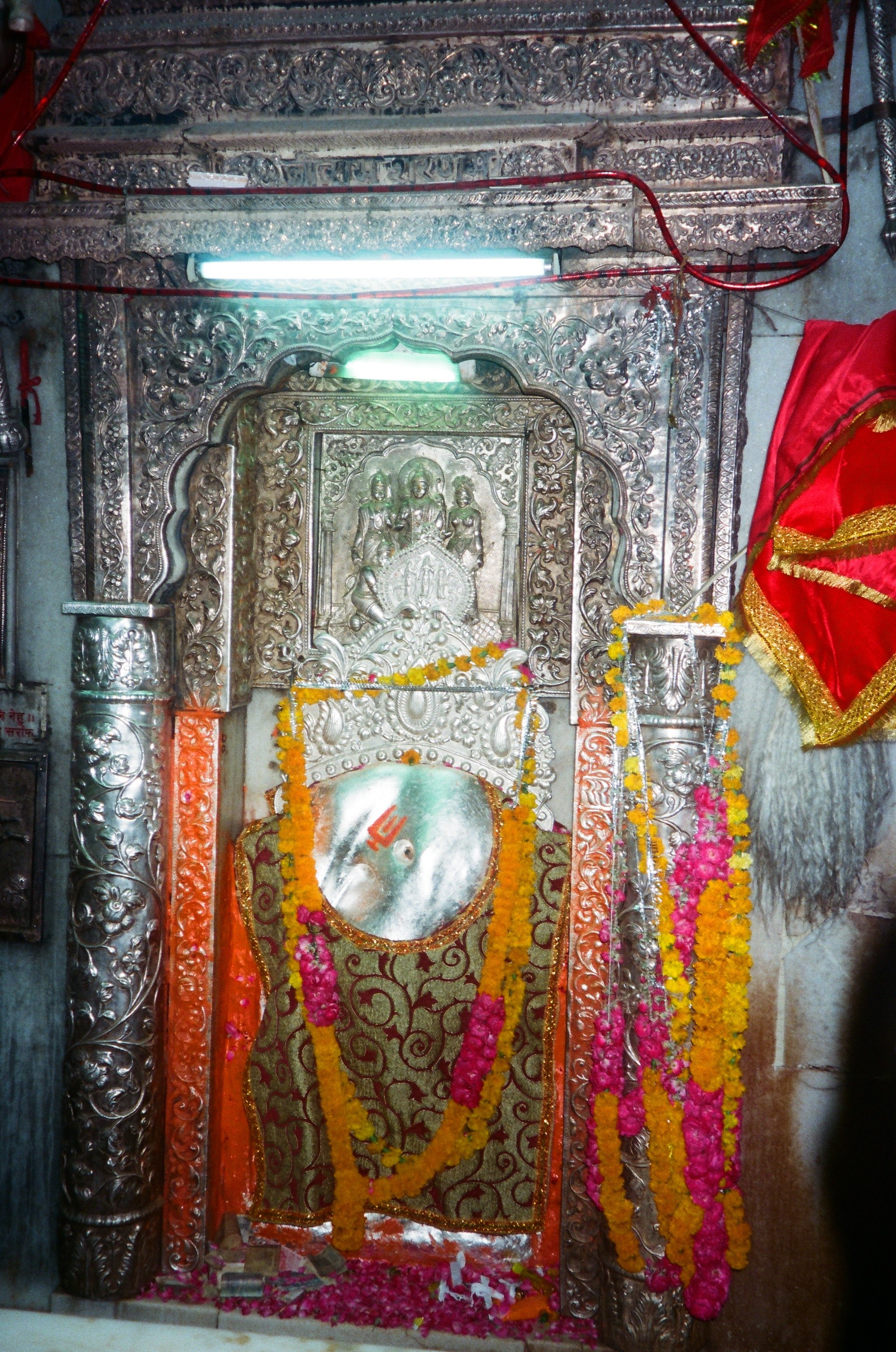
Ídolo Principal de Bala Hanuman

## Informações do visitante
O templo está situado na estrada Baba Kharak Singh (antiga Irwin Road), cerca de 250 metros a sudoeste da Praça Connaught, um centro comercial de Delhi.   Terça e sábado são dias de adoração, quando os devotos se reúnem no templo. As Hanuman Jayanti (celebrações de aniversário do senhor Hanuman) são realizadas todos os anos com grande no dia de lua cheia (Purnima) no mês de Chaitra (março – abril), de acordo com o Panchangam lunar hindu estabelecido ou calendário hindu. Procissões coloridas usando máscaras e caudas de Hanuman e carregando grandes estátuas de Hanuman enchem as ruas.  Os estabelecimentos comerciais dentro do complexo do templo vendem oferendas religiosas e pulseiras feitas de laca e plástico. É também um lugar popular para mulheres fazerem Mehndi (tatuagens temporárias de henna).
Este templo tem boas conexões rodoviárias e também do metrô de Delhi. O estádio Shivaji é o ponto de ônibus mais próximo e também tem a linha de metrô Airport Express nas proximidades e Rajeev Chowk é a estação de metrô mais próxima.  